# ぷよ (漫画家)
ぷよ（1984年 - ）は、日本の漫画家、イラストレーター。男性。コンピュータゲームを題材にしたコミックアンソロジーやライトノベルの挿画を中心に活動している。

## 略歴
『月刊少年エース』（角川書店）2007年9月号から2019年2月号まで「涼宮ハルヒシリーズ」のスピンオフ・ギャグ作品『涼宮ハルヒちゃんの憂鬱』（原作：谷川流・キャラクター原案：いとうのいぢ）を連載。『ザ・スニーカー』でも2007年10月号より雑誌休刊まで連載し、『エースアサルト』でも2007年SUMMER号から雑誌休刊の2009年SPRING号まで連載。
2009年7月4日に創刊した『ヤングエース』（同）においても創刊号のVol.1から2016年9月号まで「涼宮ハルヒシリーズ」および『涼宮ハルヒちゃんの憂鬱』のスピンオフ作品『長門有希ちゃんの消失』（原作：谷川流・キャラクター原案：いとうのいぢ）が連載された。
2009年には『涼宮ハルヒちゃんの憂鬱』、2015年には『長門有希ちゃんの消失』がアニメ化され、後者では第7話 - 第9話のアイキャッチイラストを担当した。

## 主な作品

### 漫画
連載
- 涼宮ハルヒちゃんの憂鬱（『月刊少年エース』2007年9月号 - 2019年2月号、『エースアサルト』2007年 SUMMER - 2009年 SPRING、『ザ・スニーカー』2007年10月号 - 2011年4月号、『4コマnanoエース』2011年Vol.1 - 2012年Vol.11、全12巻）
- 長門有希ちゃんの消失（『ヤングエース』2009年創刊号 - 2016年9月号、全10巻）
- 古泉一樹くんの陰謀（『アルティマエース』2012年Vol.4（2012年5月号増刊） - 2012年Vol.7） - 『涼宮ハルヒちゃんの憂鬱』第9巻に収録
- 漆葉さららは恋などしないっ（『ヤングエース』2018年2月号 - 2021年6月号、全4巻）
- お隣の天使様にいつの間にか駄目人間にされていた件 after the rain（『マンガUP!』2023年12月7日 - 連載中）

読み切り
- ストライクウィッチーズちゃん（『ザ・スニーカー』2011年2月号掲載）
- シュタインズ・ゲートちゃん（『4コマnanoエース』2011年Vol.6号掲載）
- きつねの恋人（『アルティマエース』2012年Vol.5号掲載）
- 神崎蘭子の日常（『ガンガンONLINE』2013年1月10日掲載）

アンソロジー
- ソードアート・オンラインコミックアンソロジー「今日も良い気象設定日和」（『電撃G's Festival! COMIC』Vol.28 4月号掲載）

### 挿画
- カレイドスコープのむこうがわ（三木遊泳/電撃文庫）
- 死なない男に恋した少女（空埜一樹/HJ文庫）
- 涼宮ハルヒの憂鬱公式アンソロジーコミック『涼宮ハルヒの祝祭』表紙（角川書店刊）
- 這いよれ! ニャル子さん コミックアンソロジーカバーイラスト（ほるぷ出版刊）
- テレビアニメ『長門有希ちゃんの消失』7・8・9話 アイキャッチイラスト

## 寄稿
- Fate/Zero Tribute Arts ―死にゆく者への祈り―（2008年12月25日発売[9]）
- 『ディーふらぐ!』第1巻発売記念特製小冊子（2009年2月[10]）
- 『化物語』オフィシャルガイドブック『アニメ化物語オフィシャルガイドブック』（『Side-Novel』、2009年6月29日発売[11]） - 4コマ漫画[11]
- とある科学の超電磁砲5巻（2010年6月発売） - 巻末イラスト